# WarnerTV Film
WarnerTV Film, anteriormente Turner Classic Movies (TCM) e TNT Film, é um canal de televisão pago alemão de propriedade da Warner Bros. Discovery International. O canal transmite filmes no idioma original e dublados em alemão.
O canal foi lançado na plataforma de satélite Arena com uma programação de 24 horas em dezembro de 2006 como Turner Classic Movies. Mais tarde, ele foi disponibilizado por outros distribuidores, incluindo a Premiere, a partir de setembro de 2007. Em 4 de julho de 2009, o canal foi renomeado como TNT Film e começou a exibir filmes recentes com mais destaque. O canal também mudou para a proporção de tela widescreen 16:9.
Em agosto de 2013, a SES Platform Services venceu uma licitação internacional da Turner Broadcasting System, para fornecer serviços de transmissão para os seus canais.
O canal mudou seu nome para WarnerTV Film em 25 de setembro de 2021, após o anúncio feito em 14 de junho do mesmo ano.

## Logotipos

Turner Classic Movies – até 4 de julho de 2009
TNT Film – 5 de julho de 2009 – 31 de maio de 2016
TNT Film HD – 5 de julho de 2009 – 31 de maio de 2016
TNT Film – 1 de junho de 2016 – 24 de setembro de 2021
TNT Film HD – 1 de junho de 2016 – 24 de setembro de 2021
WarnerTV Film – desde 25 de setembro de 2021